# Uruguay
Uruguay (numele oficial în spaniolă: República Oriental del Uruguay;  API: /re'puβlika oɾjen'tal del uɾu'ɰwaj/, Republica Orientală a Uruguayului) este o țară localizată în partea sud-estică a continentului sudamerican.  Are o populație de 3,5 milioane, din care 1,8 milioane trăiesc în capitala Montevideo și în aria sa metropolitană.
La nord si vest este mărginită de Brazilia și de Argentina, pe malul ambelor râuri Uruguay și Rio de la Plata. La sud-est e mărginită de Oceanul Atlantic. Ca dimensiuni este a doua țară dintre cele mai mici din America de Sud, fiind mai mare doar decât Suriname.
Montevideo a fost fondat de spanioli în sec. 18, ca o fortificație militară. Uruguay și-a câștigat independența în 1828 ca urmare a luptelor între trei puteri, Spania, Argentina, Brazilia. Sistemul politic este o democrație constituțională, unde președintele ales are rolurile de șef al executivului și cel de șef al statului.
În conformitate cu Transparency International Uruguay este a doua în lista celor mai puțin corupte țări ale Americii Latine, după Chile. Politica și condițiile de muncă sunt printre cele mai libere de pe continent.
Populația este în proporție de până la 95% descendenți europeni. Mai puțin de 2/3 din populație se declară Romano-Catolici.

## Etimologie
Numele Uruguay vine din limba Guarani, și are posibil mai multe înțelesuri. 
Unele posibilele versiuni ale cuvântului sunt:
- Râul țării urilor: versiune atribuită lui Felix de Azara, care sugerează că numele țării provine de la o mică pasăre numită uru, nativii de pe malurile râului Uruguay
- Râul chanchilelor colorate: interpretare poetică atribuită lui Juan Zorrilla de San Martín.
- Râul Melcilor: interpretare atribuită unui colaborator al echipei lui Félix de Azara (arugua, melc, și y, apă)
- Râul celor ce aduc hrană: versiune anonimă larg popularizată, din momentul descoperirii unui document vechi scris de călugărul iezuit Lucas Marton.

## Istorie

### Epoca precolumbiană
Unica documentare despre locuitorii Uruguayului, înainte de colonizarea europeană, provine de la Charrúa, un trib mic condus de poporul Guarani.

### Dominația spaniolă
Spaniolii au ajuns pe teritoriul de astăzi al Uruguayului în 1516, dar rezistența acerbă a poporului la cucerire, combinate cu lipsa de aur și argint, a limitat așezarea lor în regiune în secolele al XVI-lea și al XVII-lea. Uruguay a devenit apoi o zonă de dispută între imperiul spaniol și cel portughez. În 1603 spaniolii au început să introducă bovine, care au devenit o sursă de bogăție în regiune. Prima așezare permanentă pe teritoriul de azi Uruguay a fost fondat de spanioli în 1624 la Soriano pe Rio Negro. În 1669-1671 portughezii au construit un fort, la Colonia del Sacramento. Colonizarea spaniolă a crescut, Spania încercând să limiteze expansiunea Portugaliei la frontiera sa. Montevideo a fost fondat de spanioli în începutul secolului al XVIII-lea ca un bastion militar. Istoria țării la începutul secolului al XIX-lea a fost modelată de luptele în curs de desfășurare dintre forțele britanice, spaniole, portugheze, precum și ale coloniilor pentru dominația în regiunea La Plata. În 1806 și 1807 Armata Britanică a încercat să ocupe Buenos Aires și Montevideo, ca parte a războaielor napoleoniene. Ca rezultat, Montevideo a fost ocupat de  forțele britanice în februarie-septembrie 1807.

### Independența
In 1811, José Gervasio Artigas, care a devenit erou național al statului Uruguay, a lansat cu succes o revoluție împotriva autorităților spaniole, învingându-i la 18 mai în Bătălia de la Las Piedras.
În 1813 noul guvern de la Buenos Aires a convocat o adunare constituantă în cadrul căreia Artigas a apărut ca un campion al federalismului, cerând autonomia politică și economică pentru fiecare zonă, precum și pentru Banda Orientale, în special. Adunarea a refuzat însă participarea delegaților din Banda Orientale. Cu toate acestea, și Buenos Aires a urmărit un sistem bazat pe centralism unitar.
În consecință Artigas a rupt relațiile cu Buenos Aires și Montevideo a fost asediat la începutul anului 1815. Odată ce trupele de la Buenos Aires s-au retras, Banda Orientale și-a  desemnat primul său guvern autonom. Artigas a organizat o Ligă federală sub protecția sa, alcătuită din șase provincii, dintre care patru sunt acum parte din Argentina.
În 1816 o forță portugheză de 10.000 de soldați a invadat Banda Orientale, pornind de pe teritoriul brazilian și a ocupat Montevideo în ianuarie 1817. După aproape patru ani de luptă, Brazilia portugheză a anexat Banda Orientale ca o provincie, sub denumirea de Cisplatina. Imperiul Brazilian a devenit independent de Portugalia în 1822. Juan Antonio Lavalleja, a declarat independența Cisplatinei la 25 august 1825, independență susținută de Provinciile Unite ale Rio de la Plata (Argentina de astăzi). Acest lucru a dus la un război argentino-brazilian care a durat 500 de zile. Niciuna dintre părți nu a câștigat. Tratatul de la Montevideo, susținut de Regatul Unit, a dat naștere statului independent Uruguay. Constituția națiunii a fost adoptată la 18 iulie 1830.

### Epoca contemporană

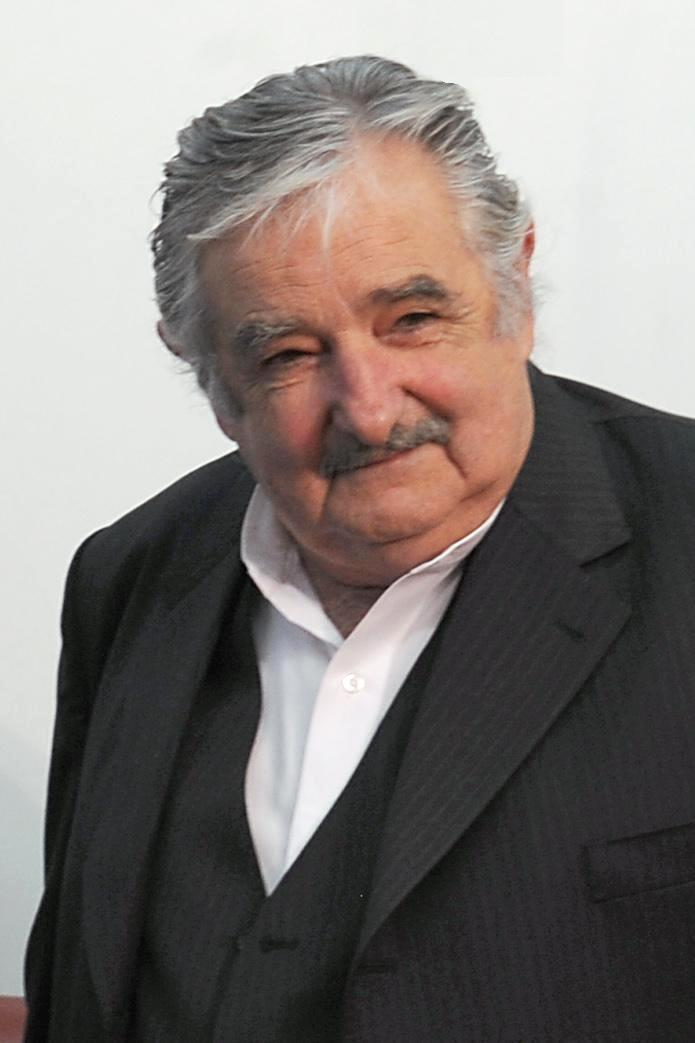
José Mujica fost președinte al Uruguay

După Războiul Civil Uruguayan (1831-1851) a existat o creștere bruscă a numărului de imigranți, în principal din Italia și Spania. Prin 1879, populația totală a țării a fost de peste 438.000. Economia a cunoscut o ascensiune rapidă, în primul rând în creșterea animalelor și a exporturilor. Montevideo a devenit un important centru economic al regiunii și un antrepozit pentru mărfurile din Argentina, Brazilia și Paraguay.
Liderul partidului Colorado, José Batlle y Ordóñez a fost ales președinte în 1903, având două mandate (1903-1907 și 1911-1915) în timpul cărora, profitând de stabilitatea națiunii și de prosperitatea economică în creștere, a instituit reforme majore, cum ar fi un program de bunăstare, participarea guvernului în multe aspecte ale economiei, și o conducere pluralistă. Gabriel Terra a devenit președinte în martie 1931. Instalarea lui ca președinte a coincis cu efectele marii depresiuni, atunci când climatul social a devenit tensionat, ca urmare a lipsei de locuri de muncă. În 1938 au avut loc noi alegeri, generalul Alfredo Baldomir fiind ales președinte. El a pledat pentru libertatea presei și pentru o nouă constituție. La sfârșitul anilor 1950, parțial din cauza unei scăderi la nivel mondial a cererii de produse agricole, uruguayenii au suferit o cădere abruptă în standardul de viață, care a condus la militantismul studenților și la tulburări de muncă. A apărut o mișcare de gherilă urbană cunoscut sub numele de Tupamaros, aceasta fiind angajată în activități cum ar fi jefuirea băncilor și distribuirea veniturilor față de cei săraci, precum și o încercare de dialog politic. Președintele Jorge Pacheco a declarat stare de urgență în 1968, urmată de o suspendare în continuare a libertăților civile în 1972. În 1973, pe fondul turburărilor de creștere economică și politică, forțele armate au stabilit un regim civil-militar. O noua constituție, elaborată de militari, a fost respinsă într-un referendum desfășurat în noiembrie 1980. În urma referendumului, forțele armate au anunțat un plan pentru revenirea la o guvernare civilă, și au avut loc alegeri naționale în 1984. Liderul Partidului Colorado, Julio Maria Sanguinetti a câștigat președinția și a guvernat între 1985-1990. Prima administrare Sanguinetti a implementat reforme economice și a consolidat democrația în anii următori. Din 1999 alegerile naționale s-au desfășurat în cadrul unui nou sistem electoral, stabilit de către un amendament constituțional din 1996. Candidatul Partidului Colorado, Jorge Batlle, având și sprijinul Partidului Național, l-a învins în alegerile generale pe candidatul Tabaré Vázquez. La 1 martie 2010, José Mujica, un fost militant de stânga, care a petrecut aproape 15 ani în închisoare în timpul regimului militar al țării, a fost ales în calitate de președinte.

## Geografie

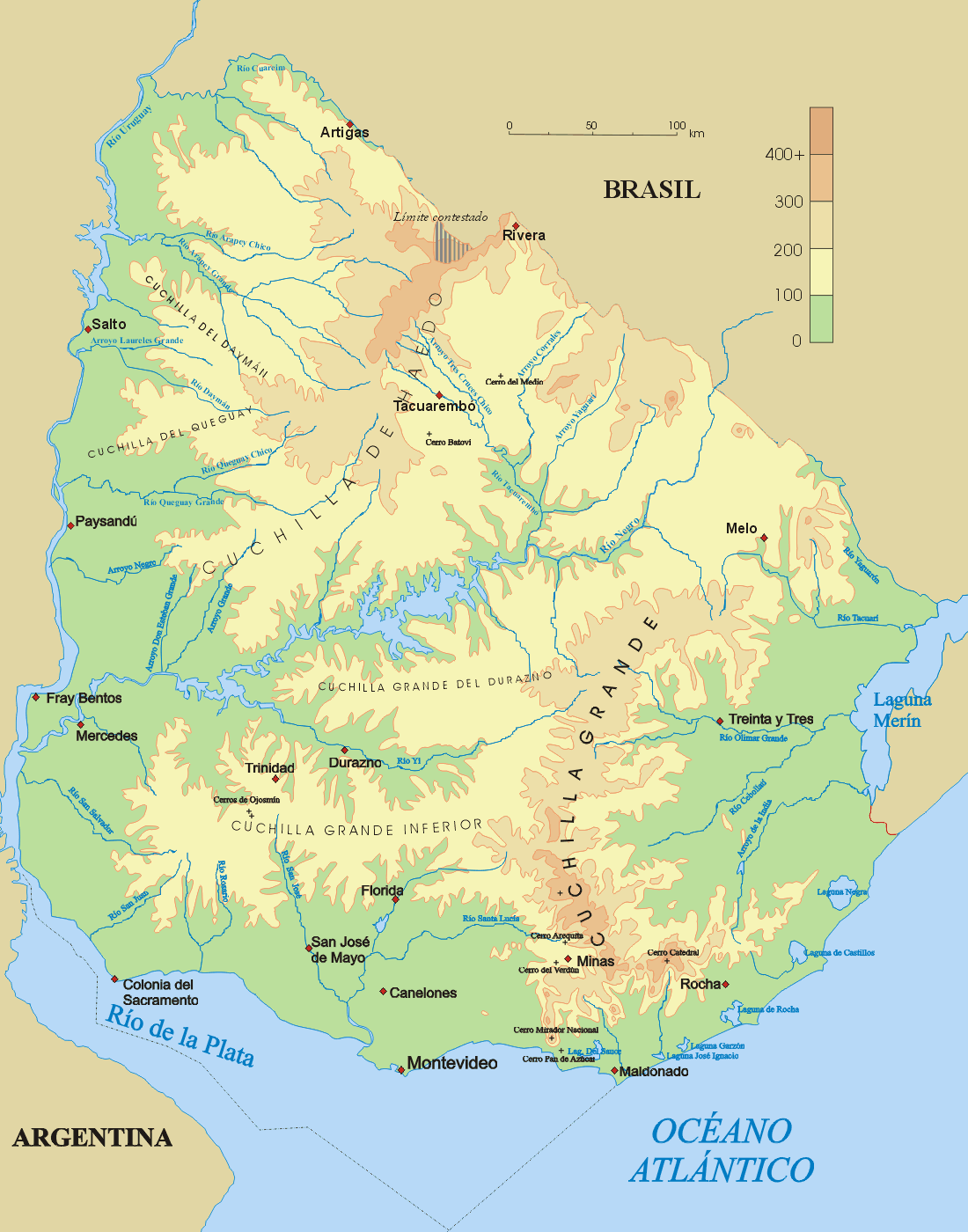
Uruguay, Harta fizică

Fiind al doilea dintre cele mai mici state sudamericane, Uruguay se întinde pe o suprafață de 176.215 km²; este mărginit la nord-est de Brazilia, iar la vest și sud-vest de Argentina. În sud are ieșire la oceanul Atlantic. Capitala și cel mai important port al țării situat pe coasta Atlanticului este Montevideo.
Relieful e dominat de o zona deluroasă (cuchillas) cu pământuri fertile în văi și zone costale. O densă rețea hidrografică acoperă țara, distingându-se patru corpuri acvatice mai importante: Río de la Plata, râul Uruguay, Laguna Merin și Río Negro. Cel mai importat fluviu al țării e considerat Rio Negro („râul Negru”). De-a lungul coastei Atlanticului sunt câteva lagune.
Cel mai înalt punct al țării este Cerro Catedral (513,66 m), situat în sistemul montan Sierra de Carapé. La sud-vest Río de la Plata, estuarul râului Uruguay, formează hotarul de vest al țării.

### Clima
Clima în Uruguay este temperată, veri călduroase și ierni reci. Relieful relativ neted, neavând lanțuri muntoase, e subiect al schimbărilor rapide ale vremii. Periodic e influențat de masele de aer polar în iarnă, și în vară de mase de aer tropical venit din Brazilia.
Cea mai rece lună e iunie, ianuarie fiind cea mai călduroasă. Căderile de precipitații sunt distribuite relativ egal de-a lungul anului, cu o tendință ceva mai abundentă în toamnă. Furtunile sunt fenomene atmosferice destul de frecvente, în Uruguay, pe timpul verii. Deși ninsoarea e un fenomen rar întâlnit, totuși în anii 1913, 1918, 1930, 1962, 1963, 1975, 1980, 1989, 1991, 1992, și 2007 a nins. Una dintre cele mai reci ierni a fost cea din 2007: temperatura medie în iulie fiind de 7,6 °C (aeroportul Montevideo-Carrasco).
Extremele naționale în temperatură, înregistrate la nivelul mării, au fost la Paysandú 44.0 °C (01-20-1943) și Melo -11.0 °C (06-14-1967).

## Politică

### Legislativul

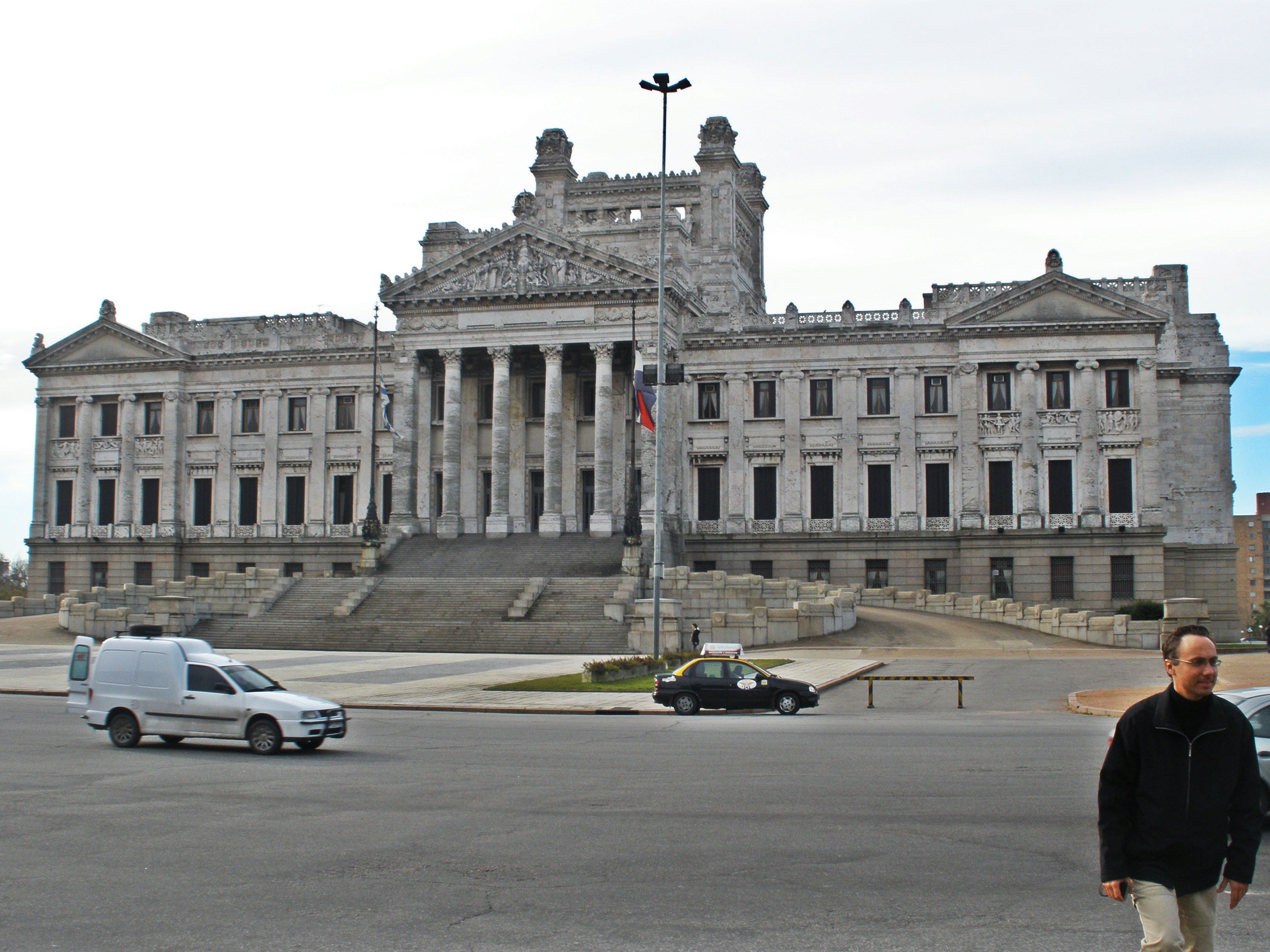
Palatul legislativ din Montevideo

Puterea legislativă este constituită de către Adunarea Generală, compusă din două camere: Camera Deputaților de 99 de membri reprezentând cele 19 departamente, aleși pe baza reprezentării proporționale, și Camera senatorilor constând din 31 de membri, dintre care 30 sunt aleși pentru un cinci ani termen de reprezentare proporțională și vice-președinte, care prezidează camera.

### Executivul
Uruguay este o republică democratică reprezentativă cu un sistem prezidențial. Membrii guvernului sunt aleși pentru un mandat de cinci ani, printr-un sistem vot universal. Uruguay este un stat unitar: justiție, educație, sănătate, securitate, politica externă și de apărare sunt administrate la nivel național. Puterea executivă este exercitată de către președinte și de un cabinet de 13 miniștri.

### Justiția
Brațul judecătoresc se exercită de către Curtea Supremă de Justiție și judecătorii la nivel național. Membrii Curții Supreme de Justiție sunt aleși de către Adunarea Generală, membrii completului de judecată de către Curtea Supremă de Justiție, cu acordul Senatului, iar judecătorii sunt direct atribuite de către Curtea Supremă de Justiție.

## Diviziuni administrative
Pentru mai multe detalii, vedeți Departamentele Uruguayului.

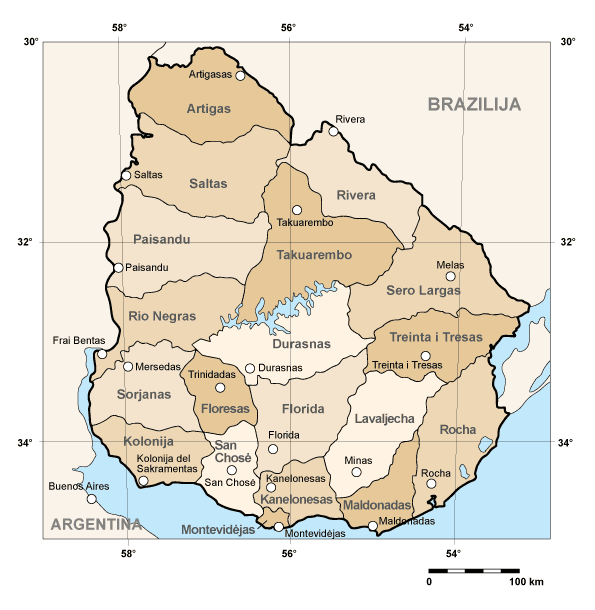
Departamentele Uruguayului

Uruguay este împărțită în 19 departamente ale căror administrație locală reproduce diviziunea puterilor executivă și legislativă. Fiecare departament alege propriile sale autorități printr-un sistem de sufragiu universal. Autoritatea executivă departamentală este exercitată de superintendent, iar autoritatea legislativă de un consiliu departamental.

## Economie
Pentru mai multe detalii, vedeți Economia Uruguayului.

### Industrie
Principalele ramuri ale industriei sunt industria alimentară, ușoară (textilă) și cea chimică.

### Agricultură
Cel mai des în Uruguay sunt întâlnite culturile de grâu, orez, porumb, trestie de zahăr;
creșterea vitelor, a ovinelor și a cabalinelor.

## Demografie
Uruguayenii sunt în proporție de 95% de origine europeană, fiind descendenți ai imigranților din secolul XIX și XX din Spania și Italia (aproximativ o treime din populație este de origine italiană) și, într-o măsură mult mai mică, din Franța și Marea Britanie. Coloniștii anteriori au migrat din Argentina și Paraguay. Metișii sunt printre puținii descendenți direcți a populației indigene. Oamenii de origine africană constituie circa 3%.
Natalitatea în Uruguay este de 13,9 (per 1000 oameni), mortalitatea 9,1 (per 1000 oameni), iar durata medie de viață 76,4 ani (locul 47 în lume după durată). Din 1963 până în 1985 o valoare estimată de 320.000 uruguayeni au emigrat din țară. De departe cea mai populară destinație pentru emigranții uruguayeni a fost Argentina, urmată de Statele Unite ale Americii, Australia, Spania, Brazilia, Venezuela și altele. În capitala Montevideo, mai exact în aria ei metropolitană (1,8 milioane locuitori), locuiește jumătate din populația țării.
| Religia în Uruguay (2008) | Religia în Uruguay (2008) | Religia în Uruguay (2008) | Religia în Uruguay (2008) | Religia în Uruguay (2008) |
| ------------------------- | ------------------------- | ------------------------- | ------------------------- | ------------------------- |
| Religie                   |                           |                           | Procent                   |                           |
| Catolicism                | Catolicism                |                           | 45.7%                     | 45.7%                     |
| Protestantism             | Protestantism             |                           | 9.0%                      | 9.0%                      |
| Nonsectarianism           | Nonsectarianism           |                           | 30.1%                     | 30.1%                     |
| Ateism                    | Ateism                    |                           | 12.0%                     | 12.0%                     |
| Agnosticism               | Agnosticism               |                           | 2.0%                      | 2.0%                      |
| Umbanda                   | Umbanda                   |                           | 0.6%                      | 0.6%                      |
| Iudaism                   | Iudaism                   |                           | 0.4%                      | 0.4%                      |
| Alte culte                | Alte culte                |                           | 0.2%                      | 0.2%                      |

### Religie
Uruguay nu are o religie oficială, biserica si statul sunt separate, libertatea religiei fiind garantată. Cea mai mare religie este Catolicismul 45.7% din populație, Protestantism 9.0%, Nonsectarianism (include toate religiile în sensul direct al cuvântului) 30.1%, Ateism 12.0%, Agnosticism 2.0%, Umbanda (religie africană) 0.6%, Iudaism 0.4%, alte culte 0.2%.

### Limba
Spaniola Uruguayană are unele modificări datorită numărului considerabil de imigranți italieni. Imigranții vorbesc un amestec de italiană și spaniolă cunoscută sub numele de "cocoliche" și unele dintre cuvinte sunt încă utilizate în mod obișnuit de către populație. Ca și în cazul țării vecine Argentina, Uruguay utilizează atât voseo cât și yeismo (cu [ʃ] sau [ʒ]). Limba engleză este comună în lumea de afaceri și studiul ei a crescut semnificativ în ultimii ani, în special în rândul tinerilor. Alte limbi includ Portugheză și Portuñol (un amestec de spaniolă și portugheză). Ambele sunt vorbite în regiunile nordice în apropiere de granița braziliană.

## Cultură
Cultura Uruguayului este asemănătoare cu cea europeană fiind influențată de sudul Europei. Tradițiile gaucho au fost un element în arta și folclorul născut în Uruguay și Argentina.

### Patrimoniu mondial UNESCO
Cartierul istoric din Colonia del Sacramento  a fost înscris în anul 1995 pe lista patrimoniului mondial UNESCO.